# David Feiss
David Feiss (født 16. april 1959 i Sacramento, Californien) er en amerikansk animator.
Han blev medlem af Hanna-Barbera omkring 1978, mens han stadig var teenager.
Han arbejdede i 1980'erne på genoplivningen af The Jetsons og var hovedanimator på Jetsonsfilmen, co-animerede Ren and Stimpy-piloten Big House Blues, var animationsinstruktør på The Ren & Stimpy Show i løbet af dets første sæson og skabte Cartoon Networks originale serie Ko og Kylling og dens spin-off, Jeg Er Væsel. I sine shows instruerede David Feiss hver episode og har også arbejdet som forfatter. Hans forfatterskab krediteres sædvanligvis i samarbejde med Michael Ryan.
David Feiss' seneste projekt er den kommende film Hotel Transylvania fra Sony Pictures Animation.